# Arrondissement Nijvel
Het arrondissement Nijvel is het enige arrondissement dat de provincie Waals-Brabant kent waardoor beide hetzelfde grondgebied omvatten. Het arrondissement telde 415.381 inwoners op 1 januari 2025.
Het arrondissement is zowel een bestuurlijk als een gerechtelijk arrondissement.

## Geschiedenis
Het arrondissement Nijvel ontstond in 1800 als derde arrondissement in het Dijledepartement. Het bestond oorspronkelijk uit de kantons Genepiën, Geldenaken, Herne, Nijvel, Perwijs en Waver.
In 1823 werd de gemeenten Biez, Bonlez, Dion-le-Mont, Dion-le-Val, Eerken, Nethen, Deurne-Bevekom, Hamme-Mille, Longueville, Nodebeek, Piétrebais, Bossut-Gottechain, Linsmeel en Graven van het arrondissement Leuven aangehecht met het oog op een betere afstemming van de arrondissementsgrens met de taalgrens. Van het arrondissement Brussel werden de volgende gemeenten aanhecht: Couture-Saint-Germain, Genval, Lasne-Chapelle-Saint-Lambert, Ohain, Rixensart, Rozieren en Terhulpen en aan datzelfde arrondissement werden de volgende gemeenten afgestaan: Galmaarden, Heikruis, Herne, Herfelingen, Oetingen, Tollembeek en Vollezele.
Bij de definitieve vaststelling van de taalgrens in 1963 werden de toenmalige gemeenten Bierk en Sint-Renilde en een gebiedsdeel van Overijse aangehecht van het arrondissement Brussel. Van het arrondissement Leuven werden de gemeenten Neerheylissem, Opheylissem, Sluizen en Zittert-Lummen aangehecht. Verder werden nog kleine gebiedsdelen afgestaan aan de arrondissementen Leuven en Brussel.
In 1977 werd de toenmalige opgeheven gemeente Noville-sur-Mehaigne afgestaan aan het arrondissement Namen.

## Gemeenten en deelgemeenten
Gemeenten:
| - Bevekom - Chastre - Chaumont-Gistoux - Court-Saint-Étienne - Eigenbrakel - Geldenaken - Genepiën - Graven - Hélécine - Incourt - Itter - Kasteelbrakel - Lasne - Mont-Saint-Guibert |

| - Nijvel - Orp-Jauche - Ottignies-Louvain-la-Neuve - Perwijs - Ramillies - Rebecq - Rixensart - Terhulpen - Tubeke - Villers-la-Ville - Walhain - Waterloo - Waver |

Deelgemeenten:
| - Autre-Église - Baisy-Thy - Baulers - Bevekom - Bierges - Bierk - Biez - Bomal - Bonlez - Bornival - Bossut-Gottechain - Bousval - Céroux-Mousty - Chastre-Villeroux-Blanmont - Chaumont-Gistoux - Korbeek - Corroy-le-Grand - Cortil-Noirmont - Court-Saint-Étienne - Couture-Saint-Germain - Deurne - Dion-le-Mont - Dion-le-Val - Dongelberg - Eerken - Eigenbrakel - Énines - Folx-les-Caves - Geest-Gérompont-Petit-Rosière - Geldenaken - Genepiën - Gentinnes - Genval - Geten - Glabais - Glimes - Grand-Rosière-Hottomont - Graven |

| - Hamme-Mille - Hoog-Itter - Hévillers - Houtain-le-Val - Huppaye - Incourt - Itter - Jandrain-Jandrenouille - Jauchelette - Kasteelbrakel - Klabbeek - Lasne-Chapelle-Saint-Lambert - Lathuy - Lillois-Witterzée - Limal - Limelette - Linsmeel - Longueville - Loupoigne - Malen - Malèves-Sainte-Marie-Wastines - Maransart - Marbais - Marilles - Mellery - Monstreux - Mont-Saint-André - Mont-Saint-Guibert - Neerheylissem - Nethen - Nijvel - Nil-Saint-Vincent-Saint-Martin - Nodebeek - Noduwez - Ohain - Oostkerk - Opgeldenaken - Ophain-Bois-Seigneur-Isaac |

| - Opheylissem - Opprebais - Orbais - Orp-le-Grand - Ottignies - Perwijs - Petrem - Piétrebais - Plancenoit - Quenast - Ramillies-Offus - Rixensart - Roosbeek - Rozieren - Roux-Miroir - Saint-Géry - Sart-Dames-Avelines - Sint-Jans-Geest - Sint-Remigius-Geest - Sint-Renelde - Sluizen - Terhulpen - Thines - Thorembais-les-Béguines - Thorembais-Saint-Trond - Tilly - Tourinnes-Saint-Lambert - Tubeke - Oud-Genepiën - Villers-la-Ville - Virginal-Samme - Walhain-Saint-Paul - Waterloo - Waver - Ways - Woutersbrakel - Zittert-Lummen |

## Demografische evolutie
- Bron:NIS - Opm:1806 t/m 1981=volkstellingen; vanaf 1990= inwoneraantal per 1 januari

| Inwoners van jaar tot jaar op 1 januari 1992 tot heden | Inwoners van jaar tot jaar op 1 januari 1992 tot heden | Inwoners van jaar tot jaar op 1 januari 1992 tot heden |
| Jaar                                                   | Aantal                                                 | Evolutie: 1992=index 100                               |
| ------------------------------------------------------ | ------------------------------------------------------ | ------------------------------------------------------ |
| 1992                                                   | 325.621                                                | 100,0                                                  |
| 1993                                                   | 329.614                                                | 101,2                                                  |
| 1994                                                   | 332.960                                                | 102,3                                                  |
| 1995                                                   | 336.503                                                | 103,3                                                  |
| 1996                                                   | 339.058                                                | 104,1                                                  |
| 1997                                                   | 341.565                                                | 104,9                                                  |
| 1998                                                   | 344.508                                                | 105,8                                                  |
| 1999                                                   | 347.423                                                | 106,7                                                  |
| 2000                                                   | 349.884                                                | 107,5                                                  |
| 2001                                                   | 352.018                                                | 108,1                                                  |
| 2002                                                   | 355.207                                                | 109,1                                                  |
| 2003                                                   | 358.012                                                | 109,9                                                  |
| 2004                                                   | 360.717                                                | 110,8                                                  |
| 2005                                                   | 363.776                                                | 111,7                                                  |
| 2006                                                   | 366.481                                                | 112,5                                                  |
| 2007                                                   | 370.460                                                | 113,8                                                  |
| 2008                                                   | 373.393                                                | 114,7                                                  |
| 2009                                                   | 375.645                                                | 115,4                                                  |
| 2010                                                   | 379.515                                                | 116,6                                                  |
| 2011                                                   | 382.866                                                | 117,6                                                  |
| 2012                                                   | 385.990                                                | 118,5                                                  |
| 2013                                                   | 388.526                                                | 119,3                                                  |
| 2014                                                   | 390.966                                                | 120,1                                                  |
| 2015                                                   | 393.700                                                | 120,9                                                  |
| 2016                                                   | 396.840                                                | 121,9                                                  |
| 2017                                                   | 399.123                                                | 122,6                                                  |
| 2018                                                   | 401.106                                                | 123,2                                                  |
| 2019                                                   | 403.599                                                | 123,9                                                  |
| 2020                                                   | 406.019                                                | 124,7                                                  |
| 2021                                                   | 407.397                                                | 125,1                                                  |
| 2022                                                   | 409.782                                                | 125,8                                                  |
| 2023                                                   | 412.934                                                | 126,8                                                  |
| 2024                                                   | 414.130                                                | 127,2                                                  |
| 2025                                                   | 415.381                                                | 127,6                                                  |

Aalst · Aarlen · Aat · Antwerpen · Bastenaken · Bergen · Borgworm · Brugge · Brussel-Hoofdstad · Charleroi · Dendermonde · Diksmuide · Dinant · Doornik-Moeskroen · Eeklo · Gent · Halle-Vilvoorde · Hasselt · Hoei · Ieper · Kortrijk · La Louvière · Leuven · Luik · Maaseik · Marche-en-Famenne · Mechelen · Namen · Neufchâteau · Nijvel · Oostende · Oudenaarde · Philippeville · Roeselare · Sint-Niklaas · Thuin · Tielt · Tongeren · Turnhout · Verviers · Veurne · Virton · Zinnik